# Gianvincenzo Carafa
Gianvincenzo Carafa (ur. w 1477 w Neapolu, zm. 28 sierpnia 1541 tamże) – włoski kardynał.

## Życiorys
Urodził się w 1477 roku w Neapolu, jako syn Fabrizia Carafy i Aurelii Tolomei. 13 września 1497 roku został wybrany biskupem Rimini, otrzymując dyspensę ze względu na nieosiągnięcie kanonicznego wieku 27 lat. 1 kwietnia 1504 roku został przeniesiony do archidiecezji neapolskiej. Brał udział w soborze laterańskim V, a jeszcze przed jego rozpoczęciem Juliusz II chciał wynieść Carafę do godności kardynalskiej, jednak sprzeciwił się temu król Ferdynand Aragoński. Następnie został asystentem Tronu Papieskiego i gubernatorem Rzymu. 21 listopada 1527 roku został kreowany kardynałem prezbiterem i otrzymał kościół tytularny Santa Pudenziana. Pełnił funkcję administratorem apostolskim kilku różnych diecezji: Anglony (1528–1536), Acqui (1528–1534), Anagni (1534–1541) i Acerry (1535–1539). W 1533 roku został mianowany kamerlingiem Kolegium Kardynałów na roczną kadencję. 4 sierpnia 1539 roku został podniesiony do rangi kardynała biskupa i otrzymał diecezję suburbikarną Palestriny. Zmarł 28 sierpnia 1541 roku w Neapolu.